# Teresita Velásquez
María Teresa Velásquez Velarde (Lima, 15 de octubre de 1930 — Ibidem, 19 de febrero de 2000), más conocida como Teresita Velásquez, fue una cantautora peruana de música criolla.

## Biografía
María Velásquez, conocida como La Emperatriz de la Canción criolla,  nació el 15 de octubre de 1930 en el distrito de Breña, pero durante su infancia y juventud radicó en el Rímac. Estuvo casada y tuvo 4 hijos (Ana, Rosario, Hugo y Teresa).
Formó una compañía de espectáculos llamada Fiesta Peruana junto con otros músicos y cantantes transmitido en Panamericana Televisión. Este posteriormente serviría de inspiración para Danzas y Canciones del Perú. Es una de las primeras intérpretes que logra llevar al acetato Festejo y Marinera Limeña. Además es la única peruana en participar en la edición española de 300 millones.
En 1987, fue nominada por el entonces presidente Alan García Pérez dentro del grupo "Las Seis Grandes de la Canción Criolla", junto a Jesús Vásquez, Eloísa Angulo, Alicia Lizárraga, Esther Granados y Delia Vallejos, en una ceremonia en Palacio de Gobierno.
Finalmente, falleció la noche del 19 de febrero del 2000 en el Policlínico Angamos de Lima, víctima de un problema cardiaco. Sus restos fueron velados en el Velatorio del Colegio Carmelitas y sepultados en el Cementerio Parque del Recuerdo de Lurin.

## Discografía
Álbumes de estudio
- 1960: Gracia Y Donaire
- 1974: La Voz Peruana De...

Álbumes recopilatorios
- 1971: Las Seis Grandes De La Canción Criolla

## Reconocimientos
- Reconocimiento oficial como una de las Seis Grandes de la Canción Criolla[7]
- Cámara de Oro
- Trofeo Circe por 3 años consecutivos[5]
- Trofeos Triunfo
- Medalla de Oro de la Municipalidad de Lima[5]
- Reina de la Simpatía de América Televisión
- La Voz de América 1966, en México[5]